# Cattedrale di Portsmouth
La cattedrale di Portsmouth, anche nota coma cattedrale di San Tommaso di Canterbury (in inglese Cathedral Church of St Thomas of Canterbury), è la chiesa principale della diocesi anglicana di Portsmouth, nell'Hampshire (Inghilterra).